# Danuta Mniewska-Dejmek

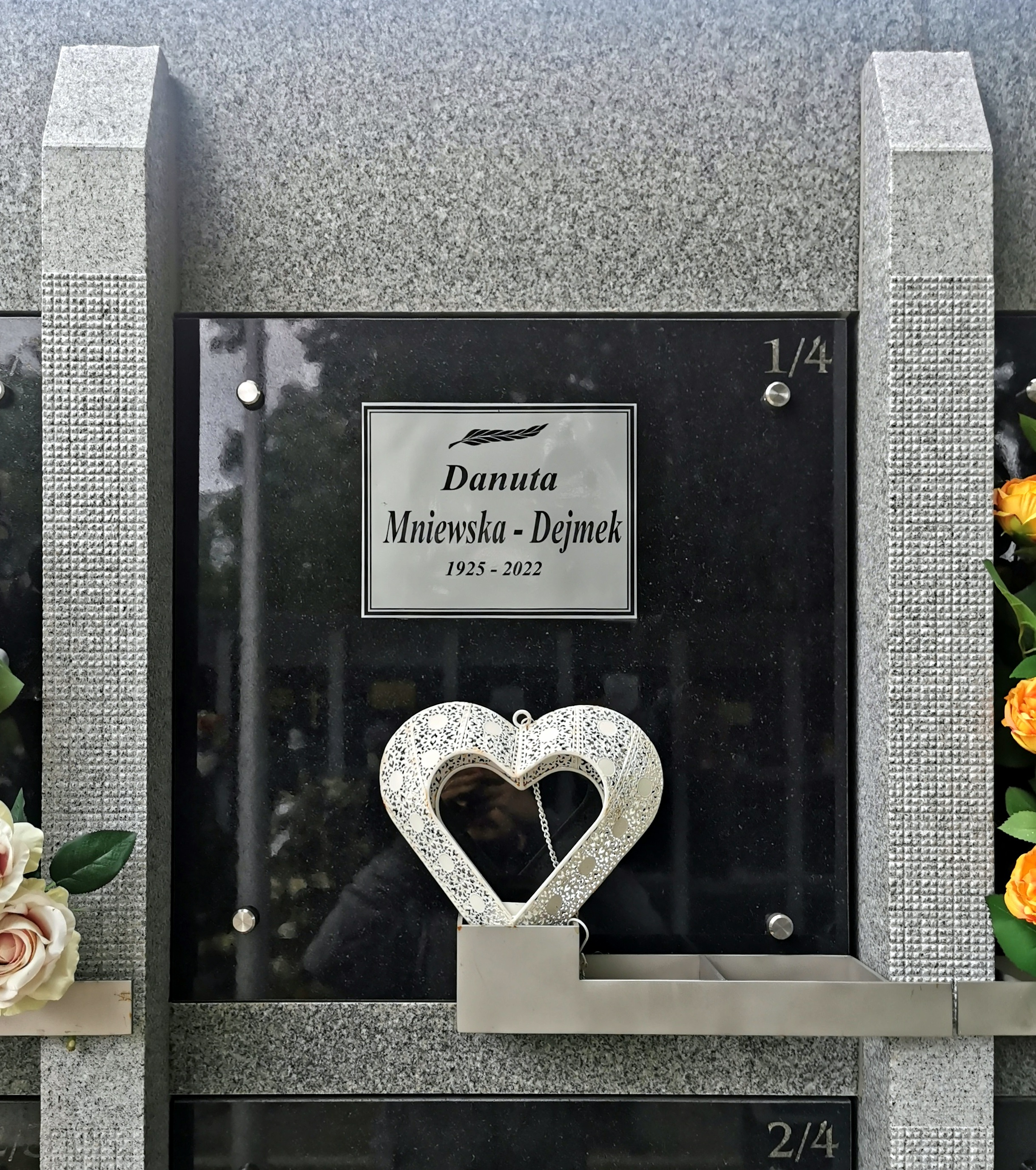
Grób Danuty Mniewskiej-Dejmek na Cmentarzu Wojskowym na Powązkach w Warszawie

Danuta Mniewska-Dejmek (ur. 11 września 1925 w Grabowie jako Gusta Mniewska, zm. 4 grudnia 2022 w Warszawie) – polska aktorka teatralna. Wieloletnia aktorka Teatru Nowego w Łodzi i Teatru Narodowego w Warszawie.

## Życiorys
Urodziła się w Grabowie w rodzinie żydowskiej, jako córka Beniamina Mniewskiego (1900–1943) i Ewy z domu Ryza (1901–1942). Kiedy miała dwa lata rodzice przeprowadzili się z nią do Łodzi. Na początku II wojny światowej przebywała w Łodzi, a następnie w latach 1939–1941 mieszkała w Rakowie, dzielnicy Częstochowy. W 1941 została przesiedlona do częstochowskiego getta. Po likwidacji „dużego getta” we wrześniu 1942 trafiła do obozu pracy na terenie Częstochowy. W latach 1942–1945 ukrywała się w Piaskach.
7 kwietnia 1951 zadebiutowała na deskach Teatru Nowego w Łodzi rolą Wiery w przedstawieniu Poemat pedagogiczny w reżyserii Kazimierza Dejmka. W 1952 ukończyła Państwową Wyższą Szkołę Filmową w Łodzi. Od 1980 nie występowała w teatrze. Była członkiem Zarządu Towarzystwa Społeczno-Kulturalnego Żydów w Polsce.
Dwukrotnie zamężna. Pierwszy raz z lekarzem Bronisławem Rozenowiczem (zm. 1991), a drugi raz z Kazimierzem Dejmkiem (1924–2002), z którym miała syna Piotra (1953–2010), aktora i producenta telewizyjnego.
Zmarła 4 grudnia 2022 w wieku 97 lat. Informacje o jej śmierci media podały w styczniu 2023. Została pochowana w kolumbarium na Powązkach Wojskowych w Warszawie (kwatera Q11P-1-4).

## Odznaczenie
- Złoty Krzyż Zasługi – 2005[4]

## Dorobek zawodowy
| Teatr Nowy w Łodzi - 1951: Poemat pedagogiczny - 1951: Horsztyński - 1952: Grube ryby - 1952: Burza - 1952: Pociąg do Marsylii - 1953: Dziewczyna z dzbanem - 1954: Łaźnia - 1954: Świat się kończy - 1954: Latarnia - 1954: Domek z kart - 1955: Don Juan - 1955: Wesele Figara - 1956: Miarka za miarkę - 1956: Święto Winkelrida - 1956: Noc listopadowa - 1957: Teatr Klary Gazul - 1958: Dwaj panicze z Werony - 1958: Żywot Józefa - 1958: Wizyta starszej pani - 1959: Bank Glembay Ltd - 1959: Nie-Boska Komedia - 1959: Dom Bernardy Alba - 1959: Cudotwórca - 1960: Album jednoaktówek - 1960: Hamlet - 1960: Kruk - 1961: Trzy siostry - 1961: Dwoje na huśtawce - 1975: Staroświecka komedia - 1976: Awaria - 1976: Egzamin - 1977: Mądremu biada - 1978: Zwłoka - 1979: Wódz - 1980: My, niżej podpisani Teatr Ateneum w Warszawie - 1963: Demony Teatr Narodowy w Warszawie - 1965: Żywot Józefa - 1966: Nowy Don Kiszot - 1967: Dziady | - 1950: Dwie brygady - 1960: Szatan z siódmej klasy - 1980: Ostatnie piętro (etiuda szkolna) | - 1963: Stawka na martwego dżokeja - 1965: Żałoba przystoi Elektrze - 1965: Dym - 1967: Niech się zbudzi drwal |